# Георг III фон Шьонбург-Валденбург
Георг III фон Шьонбург-Валденбург (на немски: Georg III von Schönburg-Waldenburg; * 5 октомври 1558; † 2 юни 1611, Валденбург) от фамилията Шьонбург-Глаухау, е фрайхер на Шьонбург и господар във Валденбург (в Саксония).

## Произход
Той е най-големият син на фрайхер Хуго I фон Шьонбург-Глаухау-Лихтенщайн, Ной-Шонбург (1530 – 1566), и съпругата му Анна фон Глайхен-Рембда (1532 – 1570), дъщеря на граф Йохан II фон Глайхен-Рембда († 1545) и Хедвиг фон Гера († 1531). Брат е на Хуго II (1559 – 1606), господар на Шьонбург-Глаухау-Хартенщайн, и Файт III (1563– 1622), господар на Лихтенщайн.
Клоновете Шьонбург-Валденбург, Шьонбург-Хартенщайн съществуват до днес като Шьонбург-Глаухау.

## Фамилия
Георг III фон Шьонбург-Валденбург се жени на 23 ноември 1579 г. в Глаухау за Ева Шенк фон Ландсберг († 31 август 1613, Валденбург), дъщеря на Вилхелм Шенк фон Ландсберг († 3 май 1559) и Магдалена Ройс-Плауен († 11 ноември 1571). Те имат пет деца:
- Хуго III фон Шьонбург-Валденбург (* 29 януари 1581; † 29 декември 1614, Валденбург), фрайхер на Шьонбург-Валденбург, женен на 14 ноември 1622 г. за Валпурга фон Еверщайн-Масов († 18 януари 1645, Валденбург), дъщеря на Волфганг II фон Еверщайн-Масов (1528 – 1592) и Анна фон Липе (1551 – 1614), дъщеря на граф Бернхард XIII фон Липе (1527 – 1563), няма деца
- Анна Магдалена фон Шьонбург-Глаухау (* 1 февруари 1582, Валденбург; † 7 януари 1615, Бургк), омъжена I. на 13 февруари 1597 г. за Рудолф Шенк фон Таутенбург († 1 юни 1597), син на Георг Шенк фон Таутенбург, II. на 21 февруари 1602 г. в Гера за Хайнрих III Ройс-Бургк (* 22 декември 1578, Грайц; † 24 юни 1616, убит)
- Мария фон Шьонбург-Валденбург (* 29 август 1584; † 23 април 1628), омъжена I. на 14 януари 1606 г. за граф Фридрих Шлик цу Басаун-Вайскирхен (* 1539; † 18 декември 1611), II. за фрайхер Симон Карл фон Уехтритц († 1628)
- Ева фон Шьонбург (* 1586; † 6 април 1627)
- Доротея фон Шьонбург (* 1588; † 2 декември 1633)